# 鮑恩鎮區 (密歇根州)
鮑恩鎮區（英語：Bowne Township）是位於美國密歇根州肯特縣的一個行政鎮區。

## 地方資料
鮑恩鎮區的面積為93.32平方千米，當中陸地面積為92.02平方千米，而水域面積為1.29平方千米。根據2020年美國人口普查的數據，當地共有人口3289人，而人口密度為每平方千米35.24人。